# Merrey
Merrey település Franciaországban, Haute-Marne megyében. Lakosainak száma 92 fő (2022. január 1.). Merrey Breuvannes-en-Bassigny, Choiseul és Val-de-Meuse községekkel határos.

## Népesség
A település népességének változása:
| Lakosok száma | 166  | 135  | 137  | 134  | 114  | 109  | 100  | 94   | 92   | 92   |
|               | 1968 | 1982 | 1990 | 2006 | 2013 | 2015 | 2017 | 2019 | 2020 | 2022 |